# مستان أباد (نير)
مستان‌ أباد هي قرية في مقاطعة نير، إيران. عدد سكان هذه القرية هو 177 في سنة 2006.